# Coelichneumon punctifer
Coelichneumon punctifer là một loài tò vò trong họ Ichneumonidae.